# Полина (бугарска певачица)
Полина Иванова Лазарова (Плевен, 8. јул 1982) уметничко је име бугарска је поп-фолк певачица. Полина

## Дискографија

### Албуми
- (2006)
- (2008)

### Видеографија
| Спот | Година | Режисер                 |
| ---- | ------ | ----------------------- |
|      | 2005   |                         |
|      | 2005   | Људмил Иларионов — Љуси |
|      | 2005   | Николај Скерлев         |
|      | 2006   | Тенчо Јанчев            |
|      | 2006   | Николај Скерлев         |
|      | 2006   | Људмил Иларионов — Љуси |
|      | 2007   | Николај Скерлев         |
|      | 2007   | Људмил Иларионов — Љуси |
|      | 2007   | Тенчо Јанчев            |
|      | 2008   | Тенчо Јанчев            |

### Тв верзије
| Спот | Година | Албум          |
| ---- | ------ | -------------- |
|      | 2005   | Сладко желание |
|      | 2008   | Няма друга     |
|      | 2009   | –              |